# Kleinschwindau
Kleinschwindau ist ein Gemeindeteil von St. Wolfgang im oberbayerischen Landkreis Erding, der zur Gemarkung St. Wolfgang gehört.

## Lage
Das Dorf Kleinschwindau liegt zwischen den Ortsteilen Großschwindau und Armstorf im Goldachtal. Es befindet sich ca. drei Kilometer nördlich vom Hauptort Sankt Wolfgang und vier Kilometer südlich von Dorfen. Der Ort erstreckt sich in Nord-Süd-Richtung über recht genau einen Kilometer und liegt dabei vollständig an der Bundesstraße 15. Diese überquert die Goldach dort zum letzten Mal, welche fortan nur noch östlich der B 15 verläuft. Bevor der Verlauf der B15 in den 1950er Jahren an die heutige Stelle um ca. 15 Meter nach Westen verlegt wurde, war dieser direkt an der Goldach gelegen. Geländer und die Befestigung am Bach sind teilweise noch erhalten.

## Geschichte
Kleinschwindau war historisch Teil der Grafschaft Haag und später des Landkreises Wasserburg. Zum 1. Juli 1972 kam es im Zuge der Auflösung des Landkreises Wasserburg zum Landkreis Erding.
1961 hatte Kleinschwindau 84 Einwohner., zum 15. Mai 1987 waren es 88.
In Kleinschwindau gab es zwischen 776 und 1820 eine Kirche, sie hatte einen Turm mit 2 Glocken. Die Kirche wurde am 8. November 776 von Bischof Aribo von Freising dem hl. Benedikt geweiht. Nach einer späteren Renovierung durch die Fraunberger zu Haag wurde die Kirche dann Johannes dem Täufer geweiht. Die Kirche wurde am 16. Januar 1805 als „entbehrlich“ zum Abbruch vorgesehen, aber erst im November 1820 endgültig abgebrochen, nachdem Verhandlungen zum Erhalt der Kirche zwischen dem Pfarramt St. Wolfgang und dem Ordinariat in München erfolglos blieben.
Die Glocken und Paramente wurden nach Albaching verschenkt.

### Herkunft des Namens Schwindau
Schwindau wurde auch als Schwindach (= das schnelle, geschwinde Bächlein) bezeichnet. Eine andere Erklärung für die mit Schwind- beginnenden Namen (also z. B. Schwindau, Schwindach, Schwindkirchen, Schwindegg) ist das Wort suinen, was so viel wie ‚aus dem Morast oder Sumpf herausarbeiten‘ oder ‚trockenlegen‘ bedeutet. Dementsprechend wäre Schwindau ein trockengelegtes Gebiet.